# Дедушанка
Дедушанка (укр. Дідушанка, до 2024 года — Перемога) — село на Украине, находится в Черняховском районе Житомирской области.
Код КОАТУУ — 1825681202. Население по переписи 2001 года составляет 124 человека. Почтовый индекс — 12334. Телефонный код — 4134. Занимает площадь 0,462 км².

## Адрес местного совета
12334, Житомирская область, Черняховский р-н, с. Вильск, ул. Ленина, 37